# 青春守藝人
《青春守艺人》是由天津卫视倾情打造，优酷全网独播的首档原创青春文化传承类节目，以 栾云平为核心的五位德云社兄弟，带领每期的惊喜嘉宾，以鼓曲、民乐、功夫、京剧、评剧、梆子、相声等表演形式，展示各种文化的风姿风采与深厚底蕴，展现传统文化的多面性，以年轻化的态度将传统与流行相结合，使其碰撞出文化交流间的跨界火花。
该节目于2021年12月24日起於天津卫视、优酷视频播出。

## 制作与宣传
2021年11月24日，郭德纲与王惠夫妇作为守护传统文化的“召集人”，与栾云平、孟鹤堂、周九良、杨九郎、张九南於天津举行发布会。。
2021年12月24日，天津卫视打造、优酷全网独播的《青春守艺人》播出。

## 節目列表
| 期數 | 播放日期 | 主題       | 德雲社常駐                                                                                             | 特邀嘉賓                                                                     | 主題相關相聲作品                                                           |
| 01   | 20211224 | 功夫之王   | 欒雲平、孟鶴堂、周九良、楊九郎、張九南                                                                 | 向佐、蔣璐霞、董崇華、孫琳雅、SING女團                                       | 孟鶴堂周九良《大保鏢》                                                     |
| 02   | 20220107 | 民樂       | 欒雲平、孟鶴堂、周九良、楊九郎、張九南                                                                 | 鳳凰傳奇、李星星、商鍾元、閆永強                                             | 張九南楊九郎《我的演員夢》                                                 |
| 03   | 20220114 | 詩詞       | 欒雲平、張九齡、周九良、楊九郎、張九南                                                                 | 龔琳娜、張慧雯、李浩源、董騰                                                 | 張九南楊鶴通《四方詩》                                                     |
| 04   | 20220121 | 鼓曲       | 欒雲平、孟鶴堂、周九良、楊九郎、張九南                                                                 | 王惠、張曉涵、楊鶴通、趙勇、張雅琴、文愛雲、楊杰等鼓曲演員                   | 高峰欒雲平《學大鼓》                                                       |
| 05   | 20220128 | 童年動畫   | 欒雲平、張鶴倫、楊鶴通、張九齡、張九南                                                                 | 劉純燕、黃雅莉、熊亮、鄭希、呂豔婷                                           | 張九南楊鶴通《拉洋片》                                                     |
| 06   | 20220211 | 漢服文化   | 欒雲平、張鶴倫、張九齡、張九南、秦霄賢                                                                 | 茅子俊、王楚然、卓桐舟、張顏光、劉思琦                                       | 高峰欒雲平《禮儀漫談》                                                     |
| 07   | 20220218 | 舞蹈       | 欒雲平、張鶴倫、張九齡、張九南、秦霄賢                                                                 | 蔣夢婕、李丞汐、欒天奕、凌槐、郭青天                                         | 張鶴倫楊鶴通《學跳舞》                                                     |
| 08   | 20220225 | 雜技       | 欒雲平、張鶴倫、張九齡、張九南、秦霄賢                                                                 | 陳小紜、馬晨璐、李文濤、李文博、唐哲、李振宇、黎潤佳、梁超鴻、吳澤濤、黃寶儀 | 張九齡欒雲平《口吐蓮花》                                                   |
| 09   | 20220311 | 鄉音       | 欒雲平、張鶴倫、張九齡、楊九郎、王九龍、張九南                                                         | 楊迪、符龍飛、鄧雲峰、李棒棒、張尕慫                                         | 張九齡王九龍《學方言》                                                     |
| 10   | 20220318 | 魔術       | 欒雲平、張鶴倫、張九齡、楊九郎、張九南                                                                 | 鄧男子、簡綸廷、楊小磊                                                       | 張鶴倫郎鶴炎《相面》                                                       |
| 11   | 20220408 | 守藝笑工坊 | 欒雲平、張鶴倫、郎鶴炎、楊鶴通、張九齡、楊九郎、高九成、王九龍、張九南、關九海、張九泰、張霄白、劉筱亭 | 無嘉賓                                                                       | 張鶴倫郎鶴炎《勞動號子》楊鶴通楊九郎《抬槓》劉筱亭張九泰《規矩論》         |
| 12   | 20220415 | 守藝笑工坊 | 欒雲平、張鶴倫、郎鶴炎、楊鶴通、張九齡、楊九郎、高九成、王九龍、張九南、關九海、張九泰、張霄白、劉筱亭 | 無嘉賓                                                                       | 張九齡王九龍《神奇的快板》張九南高九成《笑口常開》關九海張霄白《文裡雙全》 |
| 13   | 20220421 | 城市記憶   | 欒雲平、張鶴倫、張九齡、楊九郎、張九南                                                                 | 石富宽、于谦、張寶桐、王振海                                                 | 張九南高九成《老北京》                                                     |

## 播出时间
| 頻道     | 所在地   | 播映日期         | 播出時間                |
| -------- | -------- | ---------------- | ----------------------- |
| 天津卫视 | 中国大陆 | 2021年12月24日－ | 每周五21:20             |
| 优酷     | 中国大陆 | 2021年12月24日－ | 每周四 12:00会员抢先看  |
| 优酷     | 中国大陆 | 2021年12月24日－ | 每周五21:20非会员免费看 |